# Bugarra
Bugarra è un comune spagnolo di 817 abitanti situato nella comunità autonoma Valenciana.